# Patinação sobre rodas nos Jogos Pan-Americanos de 2011
A patinação sobre rodas nos Jogos Pan-Americanos de 2011 foi disputada entre 23 e 27 de outubro no Patinódromo Pan-Americano, em Guadalajara, no México. Foram realizados oito eventos, sendo seis na modalidade de velocidade e duas na competição artística.

## Calendário
| Outubro   | 13 | 14 | 15 | 16 | 17 | 18 | 19 | 20 | 21 | 22 | 23 | 24 | 25 | 26 | 27 | 28 | 29 | 30 |
| --------- | -- | -- | -- | -- | -- | -- | -- | -- | -- | -- | -- | -- | -- | -- | -- | -- | -- | -- |
| Patinação |    |    |    |    |    |    |    |    |    |    |    | 2  |    | 2  | 4  |    |    |    |

|  | Dia de competição |  | Dia de final |

## Países participantes
Abaixo, a quantidade de atletas enviados por cada país, de acordo com o evento.
| CON                | Velocidade | Velocidade | Artística | Artística | Total |
| CON                | Masculino  | Feminino   | Masculino | Feminino  | Total |
| ------------------ | ---------- | ---------- | --------- | --------- | ----- |
| ARG Argentina      | 2          | 2          | 1         | 1         | 6     |
| BRA Brasil         |            |            | 1         | 1         | 2     |
| CAN Canadá         |            | 2          |           | 1         | 3     |
| CHI Chile          | 2          | 2          | 1         | 1         | 6     |
| COL Colômbia       | 2          | 2          | 1         | 1         | 6     |
| CRC Costa Rica     |            | 2          |           |           | 2     |
| CUB Cuba           | 2          |            | 1         | 1         | 4     |
| ECU Equador        | 2          |            |           |           | 2     |
| ESA El Salvador    | 2          | 2          |           |           | 4     |
| GUA Guatemala      | 2          | 2          |           |           | 4     |
| MEX México         | 2          | 2          | 1         | 1         | 6     |
| PAR Paraguai       |            |            |           | 1         | 1     |
| PUR Porto Rico     | 1          |            |           | 1         | 2     |
| URU Uruguai        |            |            |           | 1         | 1     |
| USA Estados Unidos | 1          | 1          |           | 1         | 3     |
| VEN Venezuela      | 2          | 2          |           |           | 4     |
| Total: 16 CONs     | 20         | 19         | 6         | 11        | 56    |

## Medalhistas
Artística
| Evento             | Ouro                          | Prata                        | Bronze                        |
| ------------------ | ----------------------------- | ---------------------------- | ----------------------------- |
| Masculino detalhes | Marcel Stürmer BRA Brasil     | Daniel Arriola ARG Argentina | Leonardo Parrado COL Colômbia |
| Feminino detalhes  | Elizabeth Soler ARG Argentina | Marisol Villarroel CHI Chile | Talitha Haas BRA Brasil       |

Velocidade
| Evento                                         | Ouro                        | Prata                            | Bronze                         |
| ---------------------------------------------- | --------------------------- | -------------------------------- | ------------------------------ |
| 300 m contra o relógio masculino detalhes      | Pedro Causil COL Colômbia   | Emanuelle Silva CHI Chile        | Juan Cruz Araldi ARG Argentina |
| 300 m contra o relógio feminino detalhes       | Yersy Puello COL Colômbia   | María Moya CHI Chile             | Veronica Elias MEX México      |
| 1000 m masculino detalhes                      | Pedro Causil COL Colômbia   | Ezequiel Capellano ARG Argentina | Jorge Reyes CHI Chile          |
| 1000 m feminino detalhes                       | Yersy Puello COL Colômbia   | Sandra Buelvas VEN Venezuela     | Melisa Bonnet ARG Argentina    |
| 10000 m eliminação + pontos masculino detalhes | Jorge Bolaños ECU Equador   | Ezequiel Capellano ARG Argentina | Jorge Reyes CHI Chile          |
| 10000 m eliminação + pontos feminino detalhes  | Kelly Martínez COL Colômbia | Melisa Bonnet ARG Argentina      | Catherine Peñan CHI Chile      |

## Quadro de medalhas
| Ordem | País          | Medalha de ouro | Medalha de prata | Medalha de bronze |    |
| ----- | ------------- | --------------- | ---------------- | ----------------- | -- |
| 1     | COL Colômbia  | 5               |                  | 1                 | 6  |
| 2     | ARG Argentina | 1               | 4                | 2                 | 7  |
| 3     | BRA Brasil    | 1               |                  | 1                 | 2  |
| 4     | ECU Equador   | 1               |                  |                   | 1  |
| 5     | CHI Chile     |                 | 3                | 3                 | 6  |
| 6     | VEN Venezuela |                 | 1                |                   | 1  |
| 7     | MEX México    |                 |                  | 1                 | 1  |
| TOTAL | TOTAL         | 8               | 8                | 8                 | 24 |